# Рајнир Рафала
Рајнир Рафала (хол. Rainier Rafaela; Вилемстад, 23. јул 1999) курасаоски је пливач чија специјалност су трке прсним стилом. Национални је рекордер на 50 прсно у великим баѕенима. 

## Спортска каријера
Дебитантски наступ на међународној сцени имао је са непуних 18 година, на првенству Кариба у Насауу 2018, где је успео да освоји бронѕану медаљу у финалу трке на 100 прсно. У децембру исте године дебитовао је и на светском првенству у малим базенима у Виндзору где је наступио у седам трка, пливајући у три различита стила, прсно, слободно и делфин. 
На првенству Централне Америка и Кариба у Порт оф Спејну 2017. освојио је по једну сребрну и бронзану медаљу у тркама на 100 и 50 прсно.  
На светским првенствима у великим базенима је дебитовао у Будимпешти 2017, остваривши пласмане на 56. место у квалификацијама трке на 50 прсно, односно на 62. место у квалификацијама на 100 прсно. Нешто касније исте године учествовао је и на светском јуниорском првенству у Индијанаполису. 
Други наступ на светским првенствима у великим базенима је „уписао” у корејском Квангџуу 2019, где је пливао у квалификацијама на 50 прсно (52. место) и 100 прсно (71. место). 